# Lapinlahti
Lapinlahti è un comune finlandese di 9099 abitanti, situato nella regione del Savo Settentrionale.
Dal 2011 comprende l'ex comune di Varpaisjärvi.
In questa cittadina si svolgono due manifestazioni di particolare rilievo: il campionato finlandese di raduno del bestiame (che si svolge in un fine settimana d'inizio luglio) e il festival del formaggio e del vino (nei primi di agosto).
Lapinlahti è la città della famiglia Halonen. Il suo membro più famoso fu Pekka Halonen, esponente del Romanticismo nazionalista, ma la città ha dedicato un museo alle sculture del cugino Eemil, uno dei più famosi scultori finlandesi d'inizio Novecento.